# Modern femkamp vid olympiska sommarspelen 1952
Resultat från tävlingarna i modern femkamp vid olympiska spelen 1952. 

## Medaljörer
| Spel                     | Guld                                              | Silver                                           | Brons                                           |
| Individuellt Detaljer... | Lars Hall Sverige                                 | Gábor Benedek Ungern                             | István Szondy Ungern                            |
| Lag Detaljer...          | Ungern Gábor Benedek Aladár Kovácsi István Szondy | Sverige Lars Hall Torsten Lindqvist Claes Egnell | Finland Olavi Mannonen Lauri Vilkko Olavi Rokka |

## Medaljtabell
| Pl. | Nation  | Guld | Silver | Brons | Totalt |
| --- | ------- | ---- | ------ | ----- | ------ |
| 1   | Ungern  | 1    | 1      | 1     | 3      |
| 2   | Sverige | 1    | 1      | 0     | 2      |
| 3   | Finland | 0    | 0      | 1     | 1      |

## Deltagande nationer
| - Argentina (3) - Australien (1) - Belgien (1) - Brasilien (3) - Chile (3) - Finland (3) - Frankrike (3) - Tyskland (3) - Storbritannien (3) - Ungern (3) | - Italien (3) - Mexiko (3) - Portugal (3) - Sydafrika (1) - Sovjetunionen (3) - Sverige (3) - Schweiz (3) - USA (3) - Uruguay (3) |